# Sin tetas no hay paraíso (serie televisiva)
Sin tetas no hay paraíso è una telenovela colombiana prodotta da Caracol Televisión, basata sul romanzo omonimo di Gustavo Bolívar. La serie è stata trasmessa nel 2006.
Durante la trasmissione dell'ultima puntata, la serie batté un record d'ascolti nel paese. La telenovela ha poi dato luogo a dei remake prodotti in diversi paesi: la Telemundo realizzò una produzione colombiano-statunitense chiamata col titolo più allusivo di Sin senos no hay paraíso, il sequel "Sin senos sí hay paraíso" e uno spin-off, l'emittente spagnola Telecinco ne realizzò un'altra, con contenuti meno forti, con lo stesso titolo per tre stagioni, e l'italiana Mediaset realizzò invece la fiction Le due facce dell'amore, che però si distanziava completamente dal format originario, andando a riscriverne totalmente la trama e svuotandola così di molte delle sue tematiche intrinseche.
La telenovela vinse 7 Premi India Catalina nel marzo 2007 e 2 premi TVyNovelas (come migliore serie nazionale e miglior colonna sonora ai Agujero), nell'aprile dello stesso anno.
Durante i tre mesi di trasmissione in Colombia, ebbe la media di 14,9 punti di rating e del 49,8% di share; la prima puntata fu trasmessa il mercoledì 16 agosto 2006, ed ottenne il 38,7% di share; l'ultima puntata fu trasmessa il venerdì 13 ottobre dello stesso anno, ed ebbe il 58,6% di share.

## Trama
Catalina (María Adelaida Puerta) è una ragazza di 17 anni che vive in un quartiere povero della città di Pereira, dove i trafficanti di droga offrono del denaro alle ragazze in cambio di prestazioni sessuali. Catalina crede che avere un seno copioso sia importante per poter andare a letto con i trafficanti e quindi guadagnare denaro. Quindi lei farà di tutto per ottenere i soldi per farsi operare.
Avendo guadagnato ricchezza e potere, la ragazza si rende conto che non vale la pena denigrarsi per denaro. E alla fine capisce che per lei non c'è più speranza perché la sua vita è diventata miserabile.